# Henri Jardin
Pour les articles homonymes, voir Jardin (homonymie).
Henri Alphonse Jardin, né le 23 juin 1881 dans le 11e arrondissement de Paris et mort le 10 mai 1946 à Villejuif, est un athlète français.

## Biographie
Henri Jardin est champion de France de saut en longueur sans élan en 1905, 1907 et 1908 ; il est vice-champion de France de cette discipline en 1911 et 1912. Il est neuvième du concours de saut en longueur sans élan des Jeux olympiques intercalaires de 1906 à Athènes ; il participe aussi aux concours de saut en longueur sans élan et de saut en hauteur sans élan des Jeux olympiques d'été de 1908 à Londres, sans grande réussite.